# Douglas (Oklahoma)
Douglas és un poble dels Estats Units a l'estat d'Oklahoma. Segons el cens del 2000 tenia 32 habitants.

## Demografia
Segons el cens del 2000, Douglas tenia 32 habitants, 13 habitatges, i 8 famílies. La densitat de població era de 82,4 habitants per km².
Dels 13 habitatges en un 46,2% hi vivien nens de menys de 18 anys, en un 53,8% hi vivien parelles casades, en un 7,7% dones solteres, i en un 30,8% no eren unitats familiars. En el 15,4% dels habitatges hi vivien persones soles el 15,4% de les quals corresponia a persones de 65 anys o més que vivien soles. El nombre mitjà de persones vivint en cada habitatge era de 2,46 i el nombre mitjà de persones que vivien en cada família era de 2,89.
Per edats la població es repartia de la següent manera: un 28,1% tenia menys de 18 anys, un 6,3% entre 18 i 24, un 28,1% entre 25 i 44, un 28,1% de 45 a 60 i un 9,4% 65 anys o més.
L'edat mediana era de 38 anys. Per cada 100 dones de 18 o més anys hi havia 91,7 homes.
La renda mediana per habitatge era de 19.167 $ i la renda mediana per família de 20.000 $. Els homes tenien una renda mediana de 20.625 $ mentre que les dones 20.000 $. La renda per capita de la població era d'11.141 $. Entorn del 25% de les famílies i el 16,2% de la població estaven per davall del llindar de pobresa.

## Poblacions més properes
El següent diagrama mostra les poblacions més properes.